# NGC 111
NGC 111 est une entrée du New General Catalogue qui concerne un corps céleste inexistant ou perdu. Cet objet a été enregistré par Francis Leavenworth en 1886 dans la constellation de la Baleine
Selon Wolfgang Steinicke, NGC 111 est la même galaxie que NGC 758.